# Radotínské údolí
Radotínské údolí je přírodní rezervace ležící na jihozápadním okraji Prahy v Česku v nadmořské výšce 250–350 metrů. Celková rozloha území je 130,24 ha. Oblast byla poprvé vyhlášena MŠVU 7. června 1950 a přehlášena MK ČSR 17. září 1975. Rezervace je součástí Přírodního parku Radotínsko – Chuchelský háj ležící v CHKO Český kras, která je rovněž pověřená jeho správou. Důvodem ochrany jsou krasové území a zachování pestrých společenstev stepí a lesostepí.
Velká část území patří mezi Evropsky významné lokality a to především kvůli výskytu včelníka rakouského, který se zde vyskytuje jako na jedné z devíti populací v České republice. Území je velmi bohaté na vyšší rostliny, kterých se zde vyskytuje více než 600 druhů a proto tato oblast patří mezi nejcennější v Praze. Ze zoologického hlediska se také jedná o velmi cennou oblast a to především kvůli výskytu některých reliktních druhů hmyzu. Území sloužilo pro geologický výzkum za dob Joachima Barranda a patří mezi nejdůležitější lokality ve východní části pražské pánve. Další zajímavostí v Radotínském údolí jsou dva mlýny, které v minulosti sloužily k mletí obilí.
Problémem chráněného území je bezprostřední blízkost hlavního města, což způsobuje vzrůstající návštěvnost a s tím spojené ničení životního prostředí, znečištění odpadky a zvýšenou erozi. Hlavním cílem ochrany přírody jsou proto zachování a podpora přirozených porostů.

## Lokalita
Přírodní rezervace Radotínské údolí leží v katastrálním území Zadní Kopanina v okrese Praha, asi 3 km severozápadně od městské části Praha 5, Radotín a má rozlohu 123,71 ha. Menší část rezervace o výměře 6,53 ha leží v katastrálním území Kosoř v okrese Praha-Západ. Území se rozkládá po obou březích Radotínského potoka a v okolí levého břehu Mlýnského potoka. Oblast obklopuje Zadní Kopanina ze severu a Kosoř z jihu. Na východ od rezervace se nachází osada Cikánka a na jihozápadě Choteč.

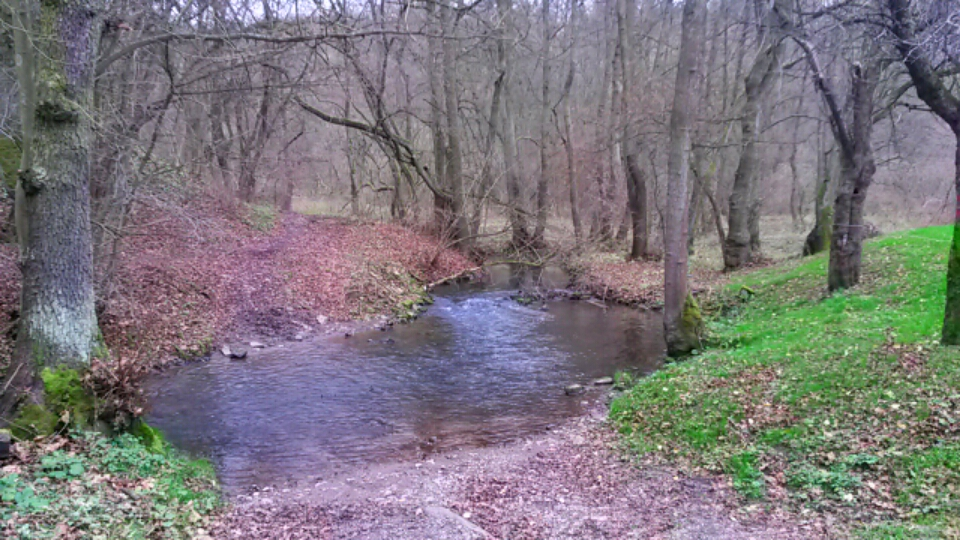
Radotínský potok

### Radotínský potok
Radotínský potok pramení v polích mezi obcemi Ptice a Úhonice, v nadmořské výšce kolem 400 m n. m. Zde se nachází několik močálů, z nichž vyvěrají pramínky a jejich spojením vzniká potůček, který je zrozením Radotínského potoka. Protéká obcemi Úhonice, Drahelčice, Rudná, Nučice, Tachlovice, Chýnice, Choteč. Jeho střední část protéká Zadní Kopaninou a Kosoří, kde se kolem něj rozléhá Radotínské údolí. Na rozhraní Radotínského a Chotečského údolí se do něho vlévá Mlýnský potok. Potom protéká Cikánkou k Radotínu, kde se pod Kostelem sv. Petra a Pavla vlévá z levé strany do Berounky. Délka toku je 22,6 km a jeho velká část patří do CHKO Český kras. Povodí má rozlohu 68,5 km².

## Historie
Dne 7. června 1950 vyhlásilo ministerstvo školství, věd a umění se souhlasem vlastníků nemovitostí, Českých cementáren a vápenek a ústředního ředitelství Československých státních lesů, že oblast nacházející se v katastrálním území Praha-Slivenec (okres Praha-jih) a v katastrálním území Zadní Kopanina (okres Praha-západ) tvoří přírodní rezervaci "Radotínské údolí". Dne 17. září 1975 vydalo ministerstvo kultury České socialistické republiky výnos, že zřizuje státní přírodní rezervaci "Radotínské údolí" kvůli ochraně živočišných a rostlinných společenstev stepí a lesostepí na devonských vápencích. Do území bylo zakázáno jakýmkoli způsobem zasahovat, poškozovat a rušit přirozený vývoj, rostlinstvo, živočišstvo a geologický podklad. Byla taktéž zakázána výstavba chat nacházejících se v území a rekonstrukce již postavených chat.
Území Radotínského údolí bylo již od pravěku intenzivně využíváno. Na prudkých skalnatých svazích se po staletí pásla stáda ovcí a koz. Údolí sloužilo také pro výzkum geologického vývoje prvohor a to již od dob Joachima Barranda.

### Mlýny na Radotínském potoce
Radotínské údolí se často označuje jako údolí krásných mlýnů. Vodní síla poskytovala energii několika mlýnům, kterých se na Radotínském potoce uživilo dvaadvacet. Všechny sloužily na semletí obilí, které vypěstovali sedláci na úrodných polích v údolí. Mlýny jsou sice dosud obydlené, ale již neslouží ke svým původním účelům.
Mlýny od pramene k ústí:
- Parní mlýn (též Balákův, Václava Klatovského, Úholický)
- Elektrický mlýn (též Valnohův)
- Horní mlýn (též Hrázský)
- Prostřední mlýn (též Kalinův)
- Dolní mlýn (též Rážův, Kalinův)
- Hladkovský (též Svobodův, Hladký, Jelínkův)
- Malý mlýn (též Malomlejnský)
- Dubečský mlýn
- Prantlův mlýn (též Prantlerův, Pivovarský)
- U Veselých (též Pod Chotčí, Měchurovský
- Cvrčkův mlýn (též Suchých mlýn)
- Kalinův mlýn (též Podvořešský)
- Taslarův mlýn (též Hořejší Podkopanský)
- Zadní Maškův mlýn (též Zadní Mašek, Brejchův, Dolejší Podkopanský)
- Špačkův mlýn (též Rutice)
- Kalinův mlýn (též Na Cikánce, Dolní Kalina)
- Šarbochův mlýn
- Přední Maškův mlýn (též Přední Mašek)
- Nejhořejší mlýn (též Brouchův, Hadrovský, Hadrový)
- Hořejší mlýn (též Böhmův, Horní)
- Prostřední mlýn (též Farářů, U Hamanů)
- Dolejší mlýn (též Šnajberkův)

Na rozhraní Chotečského a Radotínského údolí se nachází v pořadí od pramene Radotínského potoka třináctý mlýn – Taslarův, známý i jako Hořejší kopaninský, Brejchův či Jirasův. Na současných mapách se můžeme setkat i se jménem Rutický mlýn a často se mu říká i Přední Mašek. V kartografii je pojmenován jako Kozákův mlýn, avšak toto jméno patří vedlejšímu mlýnu. Taslarův mlýn se nachází v úzkém skalnatém údolí a skládá se ze třech budov. Mlýn napájel levobřežní náhon a před ním je dodnes dobře zachován i rybníček. Na předešlém mlýně, který je známy pod jménem Kalinův mlýn, žil mlynář Jiřík Brejcha. Po smrti jeho otce si Jiřík s bratrem Vavřincem mlýny podělili. Jiřík si ponechal dolejší, později nazvaný Zadní Mašek, a Vavřinec se usadil na tomto mlýně. Po jeho smrti se zde vystřídalo několik majitelů. Poslední majitelka mlýna je vnučka Olgy a Františka Taslerových, která zde hospodaří dosud.
Vedlejší mlýn se jmenuje Zadní Mašek a nachází se kousek od soutoku Mlýnského a Radotínského potoka. V Radotíně je dobře známý a také nejzachovalejší ze všech mlýnů v Radotínském údolí. Je známý i jako Dolejší kopaninský, Urbanův anebo Kozákův. Nachází se na levém břehu Radotínského potoka a tvoří ho čtyři samostatné budovy. Historie tohoto mlýna se započala po třicetileté válce. Jak již bylo vzpomenuto výše, tohoto mlýna se ujal Jiřík Brejcha, který měl 4 děti. Po jeho smrti mlýn připadl Karlovi, který se narodil v roce 1735. Po něm mlýn dostává syn Jiří Brejcha. Později v roce 1873 byl mlýn předán na dražbě za 15 000 zlatých manželům Kozákovým. V roce 1877 byl připsán manželům Antonínu a Terezii Kubrichtovým. V roce 1892 mlýn získal do vlastnictví Josef Stočes. Ten jej v r. 1904 připsal do vlastnictví Antonínu Maškovi, známého v celém okolí jako "Toníček Mašek". V roce 1957 zemřel. V r. 1939, podle postupní smlouvy, mlýn dostal do vlastnictví syn Miroslavov. Pan otec v něm stále bydlí, ale mlít přestal již v roce 1952. Interiér mlýnského zařízení je dodnes zachovaný, udržovaný a připraven ke mletí.

## Přírodní podmínky
Radotínské území patří mezi nejvíce zachovalé oblasti Českého krasu. Z plošného hlediska převažují suťové lesy a prudké terénní svahy, ze kterých vystupují vápencové skalní výchozy porostlé xerotermními trávníky. Ostatní část území tvoří rostlinné společenstva skalních stepí, habrové doubravy, suťové a teplomilné háje. Údolím protéká Radotínský potok s velmi zachovalou údolní nivou a menšími mokřady. Oblast je bohatá na rostlinné a živočišné druhy, zejména na teplomilný hmyz.

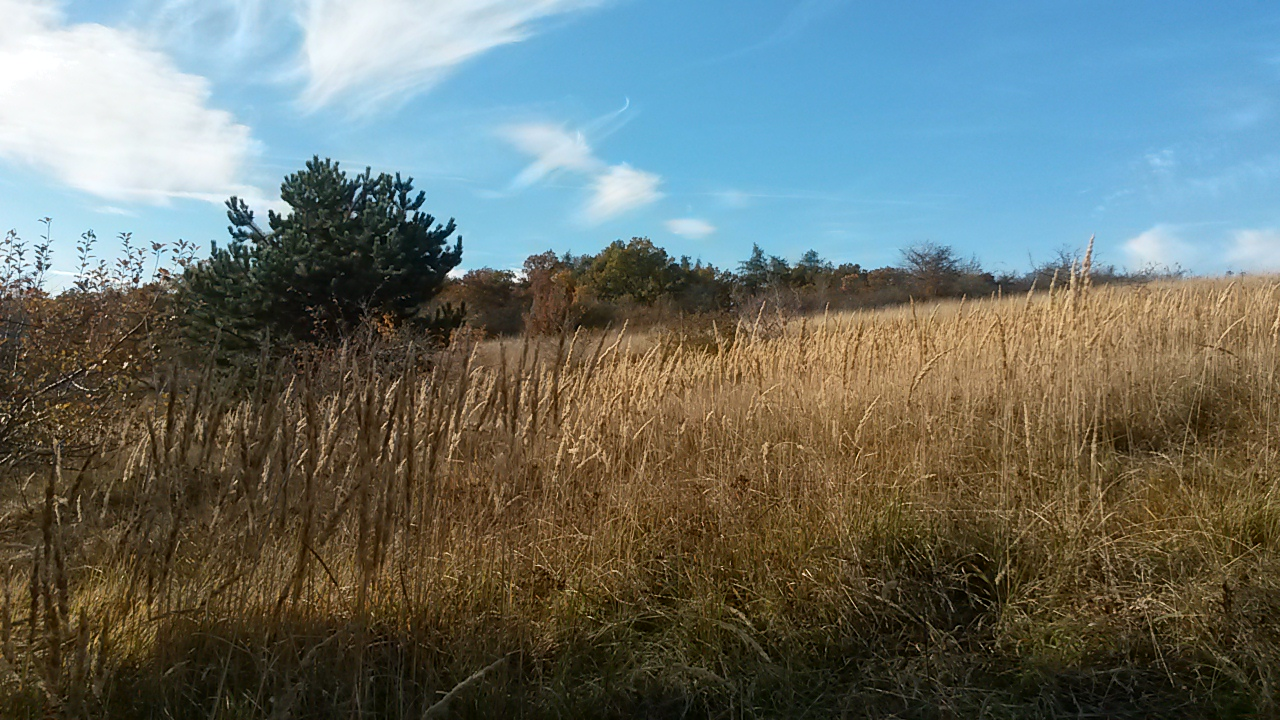
Severní svah údolí
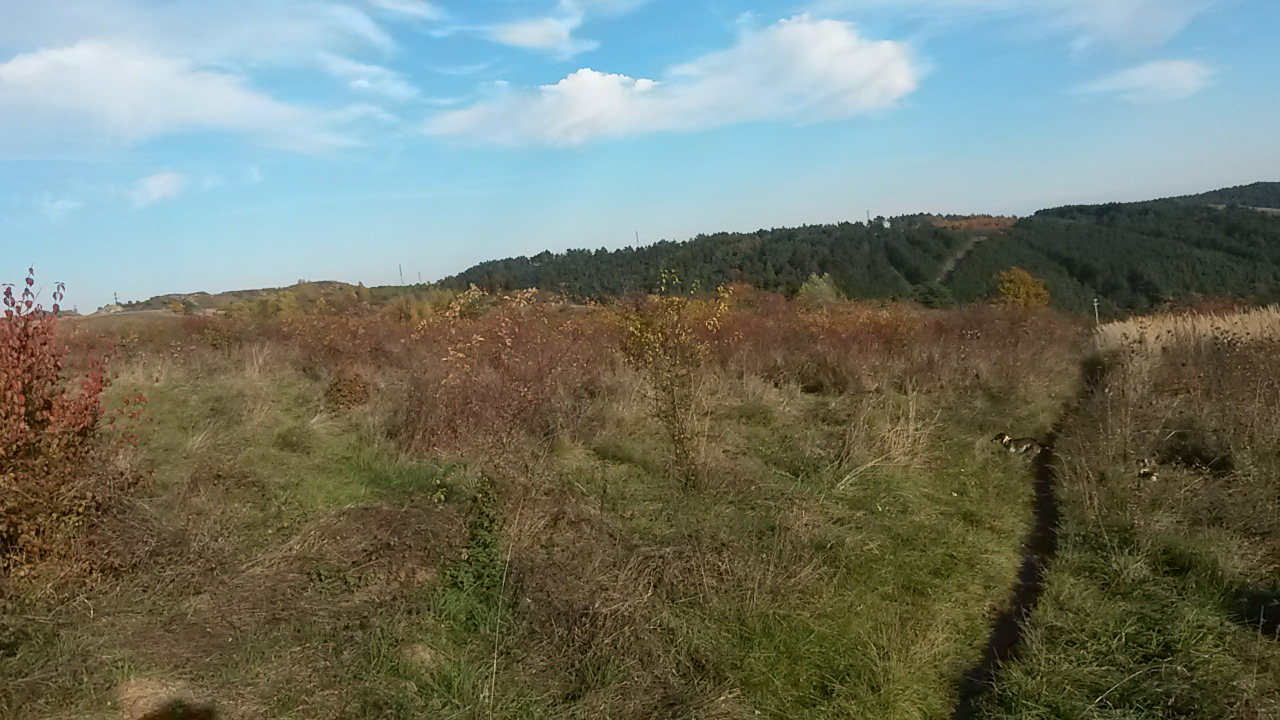
Šipáková doubrava v severní části údolí
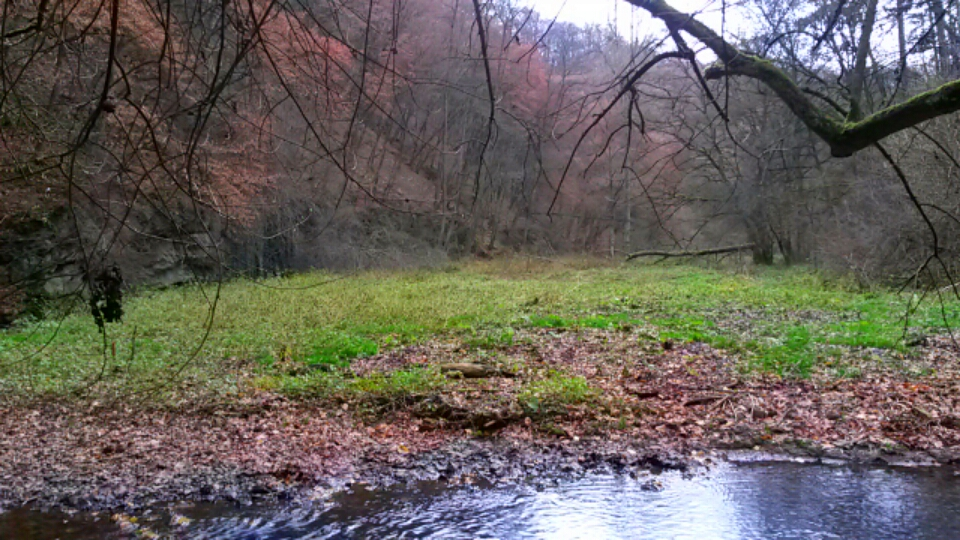
V údolí je velmi dobře zachovalá říční niva
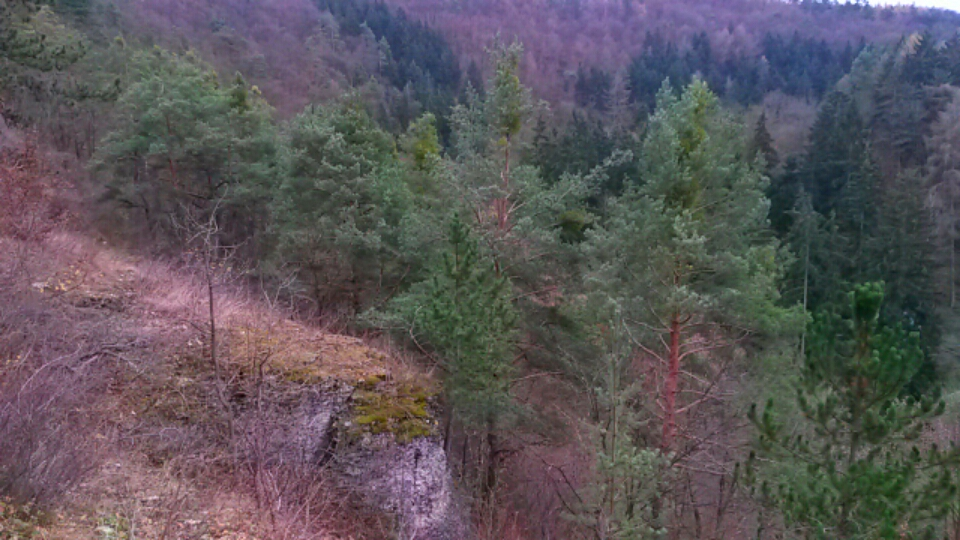
Pohled na Radotínské údolí severozápadním směrem

### Geologie

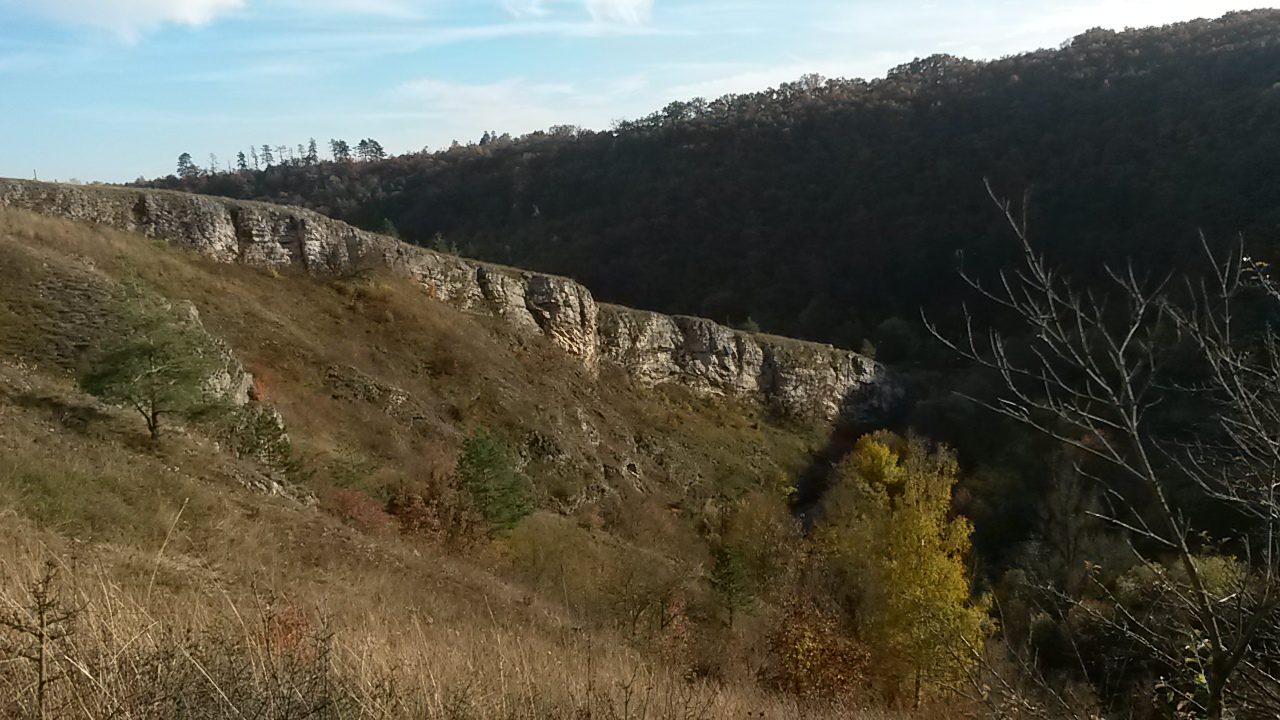
Odkrytý skalní výchoz na východním okraji údolí

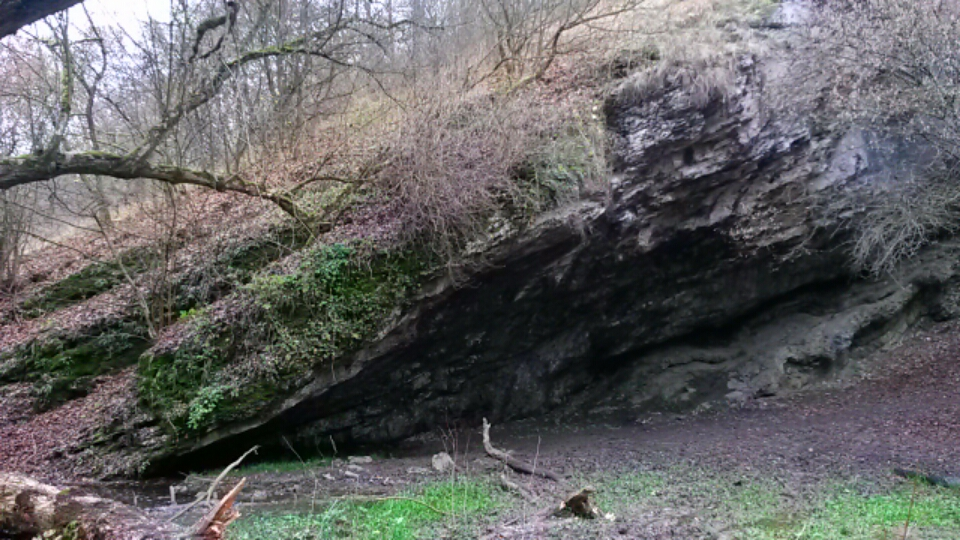
Skalní výchoz

Radotínské údolí je již od 20. století geologicky a paleontologicky významné a patří mezi nejdůležitější lokality ve východní části pražské pánve. Podle regionálního členění patří do Českého masívu - krystalinikum a prevariské paleozoikum, do oblasti středočeské (bohemikum) - Barrandien. Geologický podklad údolí je tvořen vápenci silurského a devonského stáří a vápence zlíchovského souvrství tvořící členité skalní výchozy. Mezi nejvýznamnější objekty patří rozsáhlý profil zlíchovským souvrstvím od Taslarova mlýna směrem na severozápad. Další významný objekt představují přirozené odkryvy vápenců nacházející se v severním svahu údolí od Taslarova mlýna a přirozený odkryv východně od Špačkova mlýna na levé straně potoka. Zde jsou detailně zvrásněné vápence lochkovského souvrství a slivenecké vápence v nadloží. Velmi významný je také Lůmek u cesty, který se nachází severozápadně od ústí Kominické rokle, což je jedna z nejbohatších paleontologických lokalit v areálu. Odkrývá přechod ze zlíchovských vápenců do dalejských břidlic, jejichž vrstvy jsou v překocené pozici. Na území sa nachází několik nalezišť zkamenělin, hlavně trilobiti Platyscutellum formosum, graptoliti Monograptus ultimus, ramenonožec Eoglossinotrechia cacuminata, tentakulit Nowakia acuaria, gastropodi, mlži a hlavonožci. Území také patří k nejzajímavějším pražským krasovým útvarům, čehož důkazem je jeskyně Pod Vějířem, nacházející se 200 metrů od soutoku Radotínského a Mlýnského potoka.

#### Pedologie
Na převážné části území rezervace, na vápencových skalách a stráních, se vyskytují rendziny a na hlubších zvětralinách hnědozemě. Dále se tu v menší míře vyskytují kambizemě a v potoční nivě gleje. Na místech, kde dochází ke stagnaci srážkové vody, se dodnes zachovali odvápněné třetihorní půdy terra fusca.

### Flóra
Už od pravěku se v oblasti vytvářela pestrá mozaika otevřených travnatých ploch a lesů. Je zde soustředěné velké množství rostlinných druhů, které v ostatních částech Českého krasu nenajdeme. Na celém území přírodní rezervace bylo popsaných více než 600 druhů vyšších rostlin, což představuje nejcennější část přírody v Praze. Vegetace území je daná typem horniny a reliéfem.

#### Cévnaté rostliny

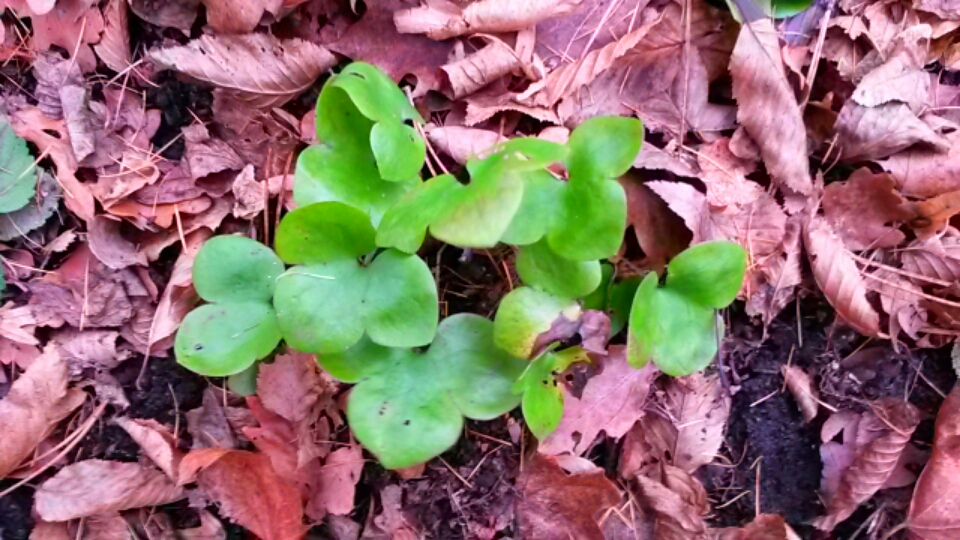
Jaterník podléška v lokalitě Radotínského údolí

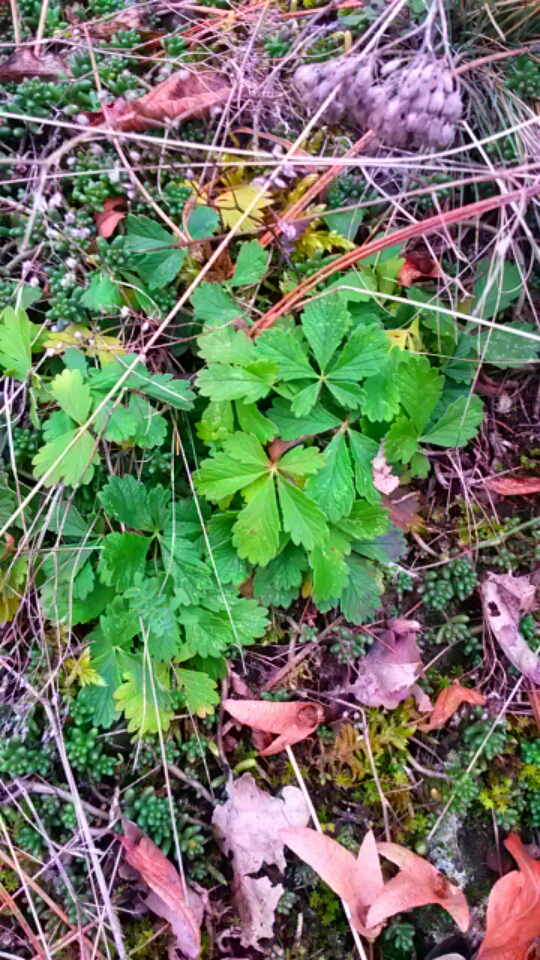
Mochna písečná je v Radotínském údolí často vyskytující se druh

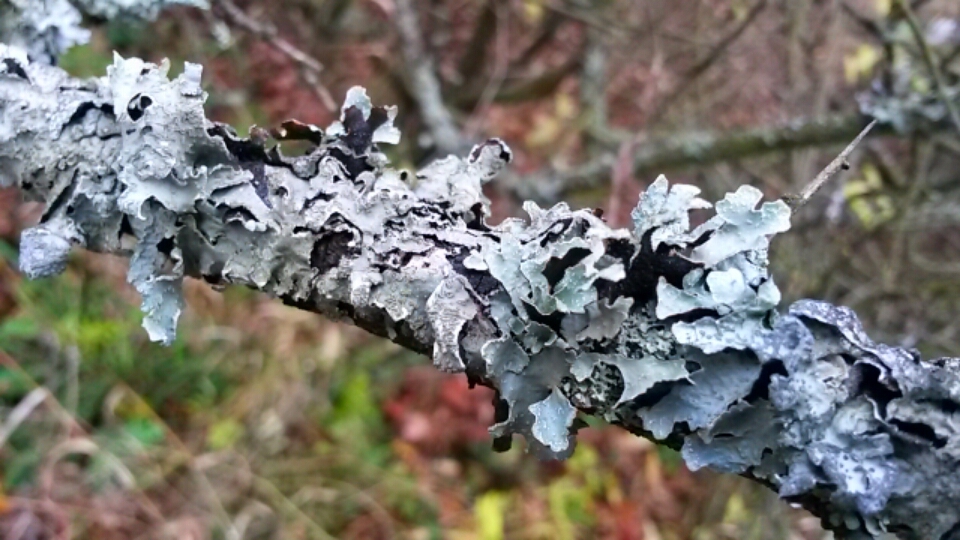
Preudevernia furfuracea

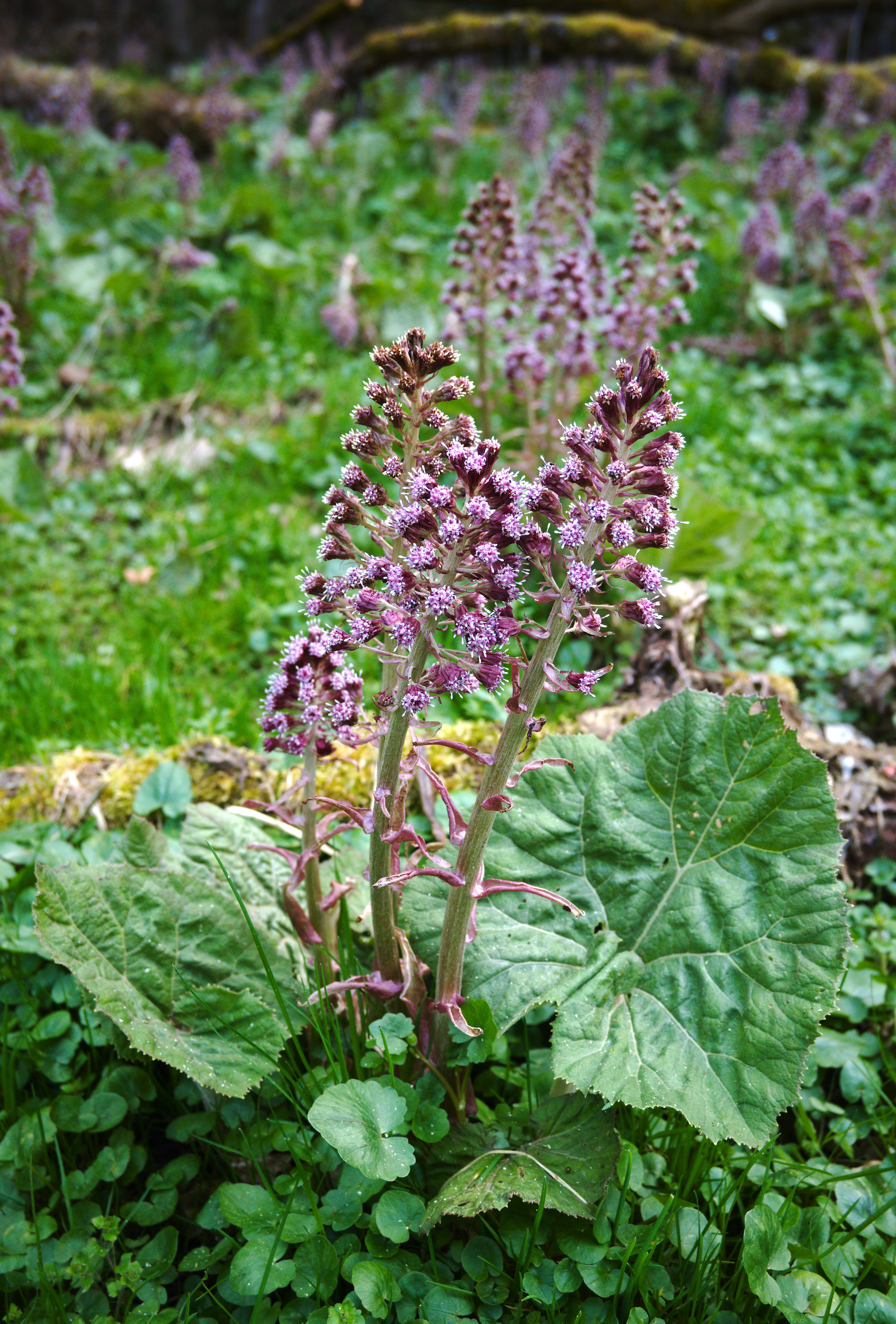
Devětsil v Radotínském údolí

V severní části území, na pískovcových svazích, se vyskytuje biková doubrava (Luzulo-Quercetum). Na části tohoto území je vysazena borovice lesní (Pinus sylvestris) s podrostem složeným převážně z druhů jako je např. lipnice hajní (Poa nemoralis). Na severních vápencových svazích roste černýšová dubohabřina prvosenková (Melampyro-Carpinetum primuletosum). Na sutích se vyskytuje habrová javořina (Aceri-Carpinetum) s lípou velkolistou (Tilia platyphyllos), jaterníkem trojlaločním (Hepatica nobilis), meruzalkou alpínskou (Ribes alpinum) a omějem vlčí mor (Aconitum vulparia). Na levé straně Kopanického potoka, v habrové javořině, byl v 30. letech vysazený v České republice nepůvodní smrk omorika (Picea omorika), kterému se tu úspěšně daří dodnes.
Na místech, kde je horší odvodnění a kde dochází ke stagnaci srážkové vody vznikly a dodnes jsou zachovány odvápněné třetihorní půdy (terra fusca). Na těchto plošinách se daří mochnové doubravě (Potentillo albae-Quercetum) s druhy jako je mochna bílá (Potentilla alba), bukvice lékařská (Betonica officinalis), srpice barvířská (Serratula tinctoria) a acidofilní kostřava ovčí (Festuca ovina). Na jižních vápencových svazích se vyskytuje hrachorová doubrava (Lathyro versicoloris-Quercetum pubescentis) s třemdavou bílou (Dictamnus albus), rozrazilem ožankovitým (Veronica teucrium) a dřínem obecným (Cornus mas). Na jižních skalnatých svazích roste šipáková doubrava, která přechází do široké škály válečkových (Cirsio-Brachypodion pinnati), pěchavových (Seslerio-Festucion glaucae), kostřavových a kavylových (Helianthemo cani-Festucion pallentis a Festucion valesiacae) travních porostů.
Dále tu roste koniklec luční český (Pulsatilla pratensis subsp. bohemica), sasanka hajní i pryskyřníkovitá (Anemone nemorosa, Anemone ranunculoides), dymnivka dutá (Corydalis cava), lecha jarní (Lathyrus vernus), mochna písečná (Potentilla arenaria), sněženka podsněžník (Galanthus nivalis), bělozářka liliovitá (Anthericum liliago), samorostlík klasnatý (Actaea spicata), konvalinka vonná (Convallaria majalis), lilie zlatohlavá (Lilium martagon), okrotice bílá (Cephalanthera damasonium), devětsil (Petasites spp.) a o něco později sasanka lesní (Anemone sylvestris). Mezi jehličnaté stromy zastoupené na území přírodní rezervace patří borovice černá (Pinus nigra), borovice lesní (Pinus sylvestris) a smrk ztepilý (Picea abies), u kterých byl zaznamenán špatný zdravotní stav. Nejvzácnějšími rostlinami jsou včelník rakouský (Dracocephalum austriacum), který je kriticky ohrožený a roste v suťovém lese a lomikámen latnatý (Saxifraga paniculata), který spolu s pěchavou vápnomilnou roste na skalách a skalních stepích. Mezi méně významné byliny patří oman srstnatý (Inula hirta), modřenec chocholatý (Muscari comosum), kavyl Ivanův (Stipa pennata), zvonek boloňský (Campanula bononiensis), svízel sivý (Galium glaucum), vlnice chlupatá (Oxytropis pilosa), kokotice povázka (Cuscuta epithymum), devaterník šedý (Helianthemum canum) a sesel sivý a fenyklový (Seseli osseum, Seseli hippomarathrum).
V údolní nivě se vyskytují ovsíkové (Arrhenatheretum elatioris) a blatouchové (Angelico-Cirsietum oleracei) louky, které dnes zarůstají ruderálními druhy jako je kopřiva dvoudomá (Urtica dioica).

#### Mechorosty
V údolí se vyskytuje také mnoho druhů vlhkomilných mechorostů jako je úzkolistec štíhlý (Rhynchostegiella tenella), krondlovka nejmenší (Fissidens gracilifolius), krasatka přeslenitá (Eucladium verticillatum), které se nacházejí převážně na zastíněných a polozastíněných místech. Z játrovek se tu vyskytují vápnomilka přerušovaná (Pedinophyllum interruptum) a kýlnatka drsná (Scapania aspera). Na výslunných vápencových skalách se vyskytují teplomilné mechorosty jako je děrkavka istrijská (Grimmia tergestina) a lupenitka přisedlá (Pterygoneurum subsessile), které jsou ohrožené.

### Mykoflóra
Lokalita je také bohatá na teplomilné druhy hub. Z lupenatých se tu vyskytují např. špička dubomilná (Marasmius quercophilus), rudoušek tmavý (Rhodocybe obscura), běločechratka stepní (Leucopaxillus lepistoides) a penízovka sněžná (Collybia verna), která se v Čechách vyskytuje pouze na této lokalitě. Z nelupenatých tu roste kornatka Pilátova (Peniophora pilatiana). Ze stopkovýtrusých tu najdeme hřib pružný (Aureoboletus gentilis), který je velmi vzácný, hřib medotrpký (Boletus radicans) a hřib Fechtnerův (Boletus fechtneri). Z vřeckovýtrusných se tu vyskytuje kališník běločerný (Helvella leucomelaena), ouško citronové (Otidea concinna), lanýž letní (Tuber aestivum), káčovka mističková (Biscogniauxia marginata), káčovka ploská (Boletus simplicior), káčovka zarůžovělá (Boletus cinereolilacina), krajovka olivová (Catinella olivacea) a kosmatka mechomilná (Hiemsia pseudoampezzana). Z břichatek žaludice tuhá (Disciseda bovista), palečka nazrzlá (Tulostoma melanocyclum) a prášivka žaludicovitá (Bovista tomentosa). Z podzemek hlíza žlutá (Hymenogaster luteus), hlíza vrásčitá (Hymenogaster verrucosus) a černoušek lanýžovitý (Melanogaster tuberiformis). Z hvězdovek se tu vyskytuje hvězdovka kvítkovitá (Geastrum floriforme), která je vzácná.

### Fauna
Ze zoologického hlediska představuje Radotínské údolí mimořádně cennou oblast. Jedná se o nejbohatší lokalitu výskytu reliktních druhů hmyzu v CHKO Český kras.

#### Bezobratlí
Vyskytuje se zde několik druhů ploštic jako Anthocoris similis, Elatophilus stigmatellus a klopuška Placochilus seladonicus. Rezervace představuje jedinou lokalitu výskytu stepní ruměnice hnědé Pyrrhocoris marginatus v Čechách. Ze zástupců dvoukřídlého hmyzu zde byly objeveny vzácné teplomilné druhy Xylophagus compenditus a Microphor holosericeus. Na stepích a u potoka žijí skupiny síťokřídlého hmyzu, a to ploskoroh pestrý (Ascalaphus macaronius) a strumičník zlatooký (Osmylus fuliginosus). Žije zde cikáda Cicadetta tibialis, pro kterou rezervace představuje jedinou českou lokalitu výskytu. Je zde bohaté zastoupení brouků, kteří patří v území do čtyřech ekosystémů: 1.) druhy skalní stepi a lesostepi, kde patří mandelinkovití, luskokazovití, nosatcovití: Clythra appendicina, Lachnaia sexpunctata a lalokonosec libečkový Otiorhynchus ligustici. 2.) druhy teplomilného háje, kde patří mandelinkovití a nosatcovití: listopas Polydrusus pterygomalis, listohlot Phyllobius incanus a krytohlav Cryptocephalus pusillus. 3.) druhy chladnějšího suťového lesa, kde sem z mandelinkovitých patří Oomorphus concolor a z nosatcovitých Adexius scrobipennis, Acalles camelus a lalokonosec Otiorhynchus uncinatus. 4.) druhy vlhkých biotopů v nivě potoka: Chrysolina rufa staphylaeoides, Smaragdina flavicoll, Pelenomus quadrituberculatus a Tropiphorus terricola. Blanokřídlí zde mají také bohaté zastoupení, ze kterých k nejvzácnějším patří Anthidium septendentatum, Myrmilla calva a pilatka Megalodontes plagiocephalus. V oblasti rezervace bylo nalezeno přes 600 druhů motýlů, například chráněný bělopásek Limenitis populi, batolci Apatura iris a Apatura ilia, kteří žijí ve vlhčích údolích. V údolí se vyskytuje také velké množství měkkýšů. Z plžů tu žijí druhy jako závornatka Clausilia dubia, Aegopinella nitens a známý je i recentní výskyt drobničky Truncatellina claustralis, která se vyskytuje na vápencových skalách a je zde velmi vzácná.

#### Obratlovci
Z ryb se tu vyskytují nejčastěji lín obecný (Tinca tinca) a karas obecný (Carassius carassius). Z obojživelníků je nejvýznamnější ropucha obecná (Bufo bufo) a skokan hnědý (Rana temporaria). Velmi významný je i výskyt mloka skvrnitého (Salamandra salamandra). Z plazů zde má největší zastoupení užovka hladká (Coronella austriaca). Z ptáků zde hnízdí výr velký (Bubo bubo), skorec vodní (Cinclus cinclus) a datel černý (Dryocopus martius). Fauna savců je podobná ostatním částem CHKO Český kras.

## Ochrana přírody

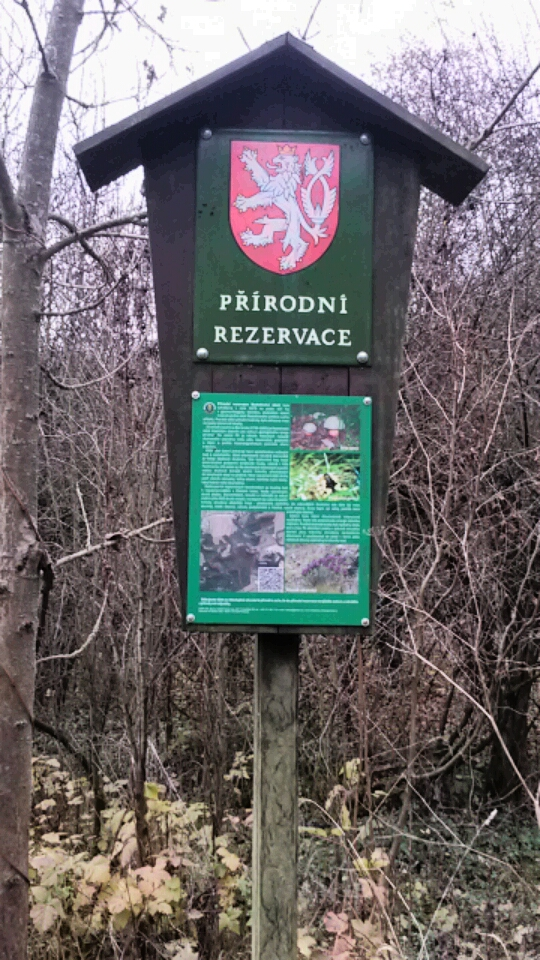
Přírodní rezervace Radotínské údolí

Mezi důležité hodnoty území patří celková čistota prostředí, která byla v minulosti postižena extrémní pachovou zátěží z nedalekých lomů. Hlavním problémem je proto existence rozsáhlého průmyslového závodu obklopujícího chráněné území ze všech stran. Výstavba lochkovské cementárny způsobila značné narušení vegetace spadem cementového prachu. Takovému zásahu dokázali odolat jen některé druhy rostlin jako je vlnice chlupatá a mateřídouška časná. Naštěstí po instalaci odlučovačů se spad prachu omezil a flóra se rychle regeneruje.
Další problémy území způsobuje bezprostřední blízkost hlavního města. Hlavním jsou nevhodná zástavba, ničení životního prostředí a narůstající návštěvnost. Ta sice ještě nedosahuje takových počtů návštěvníků jako v jiných chráněných územích v Praze, ale již se sebou přináší viditelné znečistění a to v podobě pohozených odpadků. Radotínský potok také trpí značným znečištěním, čemuž přispěla povodeň roku 2013. Ta se sebou přinesla nánosy odpadu, který se zachytil na březích.
Problematická je eroze způsobená jezdci na koních a cyklisty. Zde je ale důležité podotknout, že několik druhů rostlin se vyskytuje právě podél koňské a cyklistické stezky..
Potíže způsobuje zarůstání a zastiňování údolní nivy dřevinami v důsledku nevhodných lesnických zásahů a zanedbání nivních luk. Upuštění od kosení a pastvy způsobilo také zarůstání skalních biotopů ruderálními druhy rostlin. Úplná absence kosení porostů v potoční nivě způsobila dokonce jejich degradaci.
Negativní vliv má i silniční komunikace od Radotína a Lochkova do Zadní Kopaniny, která prochází přes chráněné území.

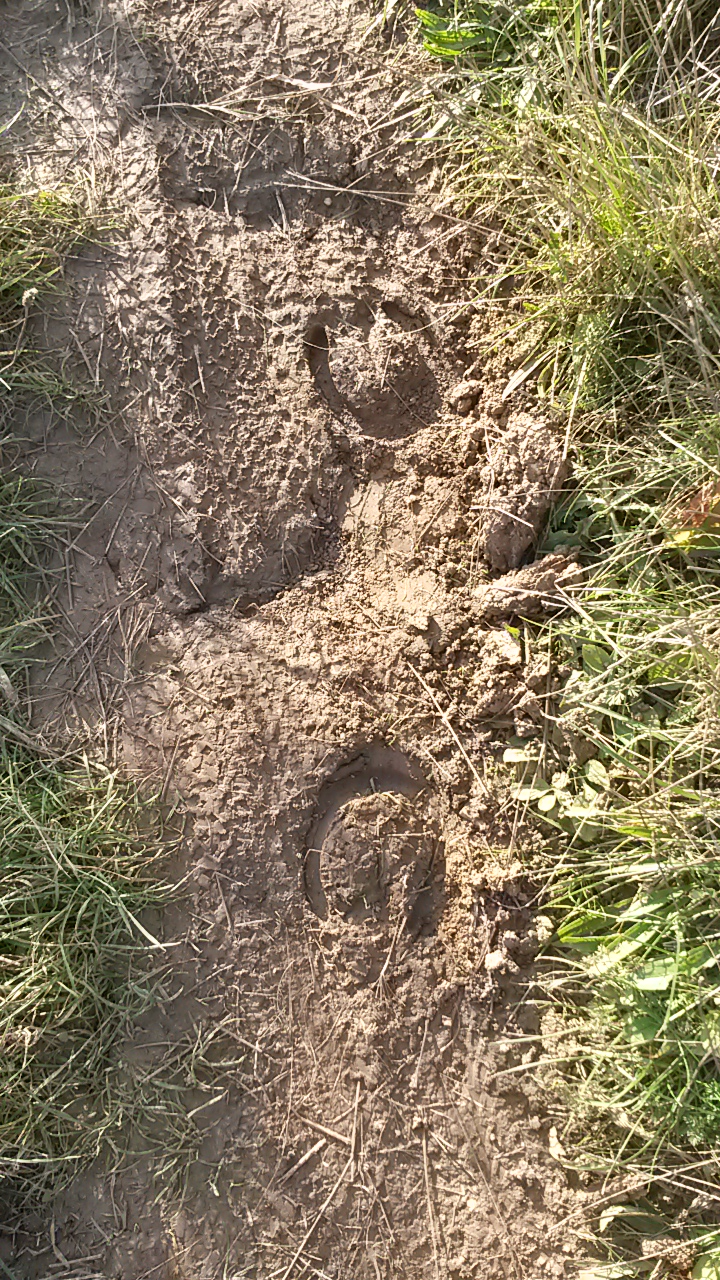
Území je oblíbeným místem pro jezdce na koních a cyklisty, kteří způsobují zvýšenou erozi půdy

### Management ochrany přírody
Hlavním důvodem ochrany přírody této rezervace je zachování přirozeného lesního porostu. Dalším z motivů ochrany přírody jsou současné skalní stěny a svahy s geologickými odkryvy.Hlavním cílem je tedy podpora přirozených porostů, kácení a prořezávání některých nevhodných dřevin a jejich proměna. Šetřit by se mělo pouze s výsadbou nepůvodního smrku omoriky. Důležitým krokem ke zlepšení stavu rezervace je také sledování vývoje na skalních stepích a odstraňování nárůstů křovin. Ideální by bylo i pravidelné kosení lučního porostu v údolní nivě a opětovné zavedení pastvy koz a ovcí.
Horolezci mají celoročně povolené lezení na vápencové skály Zubák, Vysůtka a Střelnice. Vyznavači motorsportu konají jednou za rok automobilový závod do vrchu na silnici z Radotína do Zadní Kopaniny.